# Вандербърг (окръг, Индиана)
Окръг Вандербърг (на английски: Vanderburgh County) е окръг в щата Индиана, Съединени американски щати. Площта му е 611 km², а населението е 180 136 души (1 април 2020). Административен център е град Евансвил.